# Foulques II de Choiseul
Foulques II de Choiseul, né vers 1150 et mort avant 1198, est seigneur de Choiseul. Il est le fils de Renard Ier, seigneur de Choiseul, et d'Havide (nom de famille inconnu).

## Biographie
Vers 1157, il hérite de la seigneurie de Choiseul à la mort de son père Renard Ier et approuve les donations que ce dernier fait à l'abbaye de Molesme. Toutefois, étant encore trop jeune pour diriger, la régence est assurée par sa mère Havide jusqu'en 1168, où elle décide de devenir moniale.
Il confirme ensuite sa vassalité aux évêques de Langres et fait amende honorable pour les contestations qu'il a pu faire au préalable à l'abbaye de Morimond. Toutefois, il semble garder rancune envers cette abbaye et refuse que sa mère entre dans l'abbaye de Belfays, fille de Morimond, et préfère lui faire bâtir un petit couvent proche de Choiseul. L'abbaye de Morimond refusera de reconnaître la légitimité de ce couvent et demandera la déménagement de sa mère.
En 1176, il fait don, du consentement de sa femme et de son fils aîné, à l'abbaye de Belfays de terres situées à Choiseul.
En 1178 a alors lieu une cour épiscopale à Langres, composée de Bernard, abbé de Beauval, Noël, abbé de Theuley, Manassès, doyen de Langres, Pierre, doyen de Bar, Barthélemy, seigneur de Nogent, Renier, seigneur de Chaumont et de Wiart Morhier, curé de Choiseul. L'abbaye de Morimond voit ses droits confirmés alors que Foulques doit se soumettre et promettre de déménager sa mère. Toutefois, les droits de Morimond se voient précisés, ce qui profite à Foulques dans ses exactions.
En 1181, Foulques n'a toujours rien fait tandis que sa mère n'a toujours pas déménagé de son convent. Il est alors frappé d'excommunication par l'Église. Il se rend alors devant l'évêque de Langres afin de renoncer à ses querelles avec Morimond et de s'engager à déménager sa mère, le tout devant témoins : Olry de Neuviller, seigneur d'Aigremont, Olry de Rocourt et Thibaud de Deuilly. Foulques déménage ensuite sa mère dans un convent entre Parnot et Beaucharmoy et est relevé de son excommunication.
En 1194, Foulques est excommunié une seconde fois à la suite de violences commises contre le prieuré de Varennes, ce qui l'oblige à se repentir de nouveau et à faire pénitence.
Il meurt avant 1198 et est probablement inhumé à l'abbaye de Morimond.

## Mariage et enfants
Vers 1170, il épouse Alix de Vignory, fille de Barthélemy, seigneur de Vignory, et d'Helvide de Brienne, dont il a cinq enfants :
- Renard II de Choiseul, qui succède à son père.
- Helvide de Choiseul, citée dans des chartes de 1192 et de 1210. Elle épouse un seigneur de Beaujeu-sur-Saône, dont elle a au moins un fils : Foulques.
- Ide de Choiseul, citée dans des chartes de 1192 et de 1210. Elle épouse Pierre de Mereville, dont elle a au moins un fils : Renard.
- Alix de Choiseul, citée dans une charte de 1192.
- Barthélemy de Choiseul (mort après 1263), seigneur de Vrécourt. Le nom de son épouse est inconnu mais il a au moins deux enfants : Barthélemy et Renard.

## Sources
- Marie Henry d'Arbois de Jubainville, Histoire des Ducs et Comtes de Champagne, 1865.
- L'abbé Grassot, Les seigneurs de Choiseul, 1887.
- Henri de Faget de Casteljau, Recherches sur la Maison de Choiseul, 1970.
- Gilles Poissonnier, Histoire des Choiseul, 1996.